# Joe Thomas (Saxophonist, 1933)
Joseph Samuel „Joe“ Thomas (* 31. Mai 1933 in Newark (New Jersey); † 26. Juli 2017) war ein US-amerikanischer Jazzmusiker (Tenorsaxophon, Flöte, auch Gesang).

## Leben und Wirken
Thomas lernte neben dem Alt- und Sopransaxophon autodidaktisch auch die Instrumente Posaune, Flöte und Piano. Mit 15 Jahren begann er unter Anleitung seines älteren Bruders professionell in kleinen Clubs seiner Heimatstadt aufzutreten. Dort lernte er James Moody kennen, der ihm zum Einstieg in die New Yorker Jazzszene verhalf. Nach einer dreijährigen Unterbrechung, in der er den Militärdienst ableistete, kehrte er verwundet aus dem Koreakrieg zurück und war schließlich als Mentor für die junge Organistin Rhoda Scott tätig, deren Trio mit Bill Elliott er mitbegründete. Die Gruppe blieb drei Jahre bestehen und nahm 1963 zwei Alben auf, Hey, Hey, Hey! und Live! At the Key Club.
Anschließend gründete Thomas eine eigene Band, mit der er insgesamt neun Alben einspielte, darunter Plato's Retreat, The Ebony Godfather (1971, mit dem Chico O’Farrill Orchestra) und die Bigband-Produktionen Masada (1975, u. a. mit Marky Markowitz, Lew Soloff, Buddy Morrow, Seldon Powell, Pat Rebillot), Here I Come (1977, u. a. mit Randy Brecker, Lew Del Gatto, Eddie Daniels, Marvin Stamm, Jimmy Ponder, Will Lee) und Make Your Move (1979). Mit einem kleineren Ensemble spielte er 1979 das Album Flash (Chiaroscuro Records, mit Ernie Royal, Garnett Brown, Seldon Powell, David Spinozza, Jimmy Ponder und Kenny Pollard) ein, gefolgt von Raw Meat (Uptown, 1979), auf dem Joe Thomas mit Jimmy Rowles, Walter Booker und Akira Tana zu hören war.
Thomas wirkte auch bei Aufnahmen von Jimmy McGriff mit (Stump Juice), 1971 gastierte er mit Rhoda Scott im Pariser Olympia. Des Weiteren trat er im Laufe seiner Karriere in zahlreichen Jazzclubs auf, wie dem Blue Note, Birdland, Count Basie’s, Small’s Paradise und auf zahlreichen Kreuzfahrtschiffen. In späteren Jahren begleitete er noch die Sängerin Carrie Smith.